# Рагимов, Рагим Нурмаммед оглы
Рагим Нурмаммед оглы Рагимов (азерб. Rəhim Nurməmməd oğlu Rəhimov; 18 марта 1923, Ордубад, Нахичеванская АССР — 6 июля 2013, Баку) — советский и азербайджанский медик, доктор медицинских наук, профессор. Директор Азербайджанского НИИ рентгенологии, радиологии и онкологии (1974—1989).

## Биография
Родился 18 марта 1923 года в городе Ордубад Нахичеванской АССР.
С 1937 по 1941 год учился в Ордубадском педагогическом техникуме. С 1944 года начал обучение на биологическом факультете Бакинского государственного университета. С 1945 года перешёл на лечебно-профилактический факультет Азербайджанского медицинского университета, который окончил в 1950 году. С 1954 по 1957 год обучался в аспирантуре НИИ рентгенологии и радиологии (Баку).
В 1957 году защитил кандидатскую диссертацию на тему «Первоначальная рентгенологическая диагностика рака желудка и язвы». 
В 1969 году защитил докторскую диссертацию на тему «Дифференциальная рентгенодиагностика заболеваний толстой кишки». 
С 1941 по 1945 год работал учителем в Ордубадской городской средней школе, сельских школах Ордубадского района. С 1950 по 1951 год на клинической работе в Шахбузской районной больнице в качестве хирурга. С 1951 по 1953 год работал в Ордубадской городской больнице в качестве  врача-рентгенолога. 
С 1957 по 1970 год являлся заведующим рентгенологическим отделением НИИ рентгенологии, радиологии и онкологии Азербайджана. С 1970 по 1974 год являлся заместителем директора, с 1974 по 1989 год — директором данного НИИ.
С 1989 по 2013 год — заведующий отделом методов лучевой диагностики и консультантом данного НИИ.
Являлся председателем Азербайджанского научного общества радиологов и рентгенологов.
В 1970 году присвоено учёное звание профессора. 
В 1981 году удостоен звания «Заслуженный деятель науки Азербайджанской ССР».
В 1983 году был избран член-корреспондентом, в 1989 году — действительным членом АН АзССР. 
Подготовил первые профессиональные кадры в области онкологии в Азербайджане. Способствовал формированию материально-технической базы в сфере онкологии.
С 1975 по 2013 год являлся членом редакционной коллегии «Азербайджанского медицинского журнала» (Баку).
С 1976 по 1985 год являлся членом редакционной коллегии журнала  «Вестник рентгенологии и радиологии» (Москва).  
С 1978 года являлся членом Научного совета по злокачественным опухолям Академии наук ССР.
С 1965 по 1986 год являлся председателем Азербайджанского научного общества рентгенологов и радиологов.
Скончался 6 июля 2013 года в Баку.

## Научный вклад
Основная научная деятельность Р. Н. Рагимова была связана с вопросами радиологии, онкологии и рентгенологии. 
Результаты его рентгенологических исследований у пациентов с патологией желудочно-кишечного тракта были применены в медицинской практике.
Определил комплекс симптомов и симптомы, дающие возможность дифференциации других заболеваний рака, туберкулеза, полипоза и толстой кишки.
Р. Н. Рагимовым было написано более двухсот научных работ, в том числе монографий и научных статей, авторских свидетельств и рационализаторских предложений.
Часть работ были опубликованы в ведущих научных журналах США, Германии, Японии, Италии, России.

## Награды
- Медаль «За доблестный труд» (1970)
- Орден «Знак Почёта» (1971)
- Значок «Отличнику здравоохранения» (1973)
- Знак  «Красный крест СССР» (1978)
- Медаль «Ветеран труда» (1985)
- Орден «Шохрат» (14 марта 2013, за заслуги в развитии медицинской науки в Азербайджане)[4][2][3]